# Helden wie wir
Helden wie wir is een roman uit 1995 van de Duitse schrijver Thomas Brussig.

## Verhaal
De hoofdpersoon van het verhaal, de ik-verteller met de naam Klaus Uhltzscht, vertelt aan een Amerikaanse journalist dat hij persoonlijk gezorgd heeft voor de val van de Berlijnse Muur, en wel met zijn "lul" (Duits: Schwanz). Om dat toe te lichten neemt hij zijn hele leven door.
Klaus wordt geboren als zoon van een Stasi-ambtenaar (al weet de jongen zelf niet, dat zijn vader bij de veiligheidsdienst werkt) en een huisarts, op 20 augustus 1968. Zijn vader is een zwijgzaam type dat zelden thuis is en weinig naar de jongen omkijkt. Zijn moeder is het tegendeel: zij verzorgt hem eerder te goed en wil hem een zo goed mogelijke opvoeding geven. Deze tegengestelde karakters hebben één ding gemeen: Klaus wordt klein gehouden en kan zich in de wereld niet zo zelfstandig ontwikkelen als zijn leeftijdgenoten. Daardoor hoort hij er op school vaak niet bij. Gekleineerd als hij wordt droomt hij van een grootse toekomst, bijvoorbeeld als Nobelprijswinnaar. Zijn drang naar grootse daden en zijn goedgelovigheid maken hem uitermate gevoelig voor de communistische propaganda. In zijn puberteit bouwt hij groteske seksuele frustraties op: hij meent stellig dat hij een te kleine penis heeft en zijn fantasieën en jacht op een eerste keer worden steeds perverser. Intussen meldt hij zich bij de Stasi aan, waar hij met redelijk succes een opleiding doorloopt. Dan moet hij echter bloed gaan geven ten bate van de doodzieke Erich Honecker. Er wordt hem zoveel bloed afgetapt dat hij er bijna aan overlijdt, maar hij overleeft de operatie. Gevolg is echter wel dat zijn lid enorm opzwelt. Het is inmiddels 1989 en als hij uit het ziekenhuis ontslagen is ziet hij een grote mensenmassa bij een doorlaatpost staan. Klaus dringt zich op naar voren en laat de grenswacht zijn enorme penis zien. Deze doet van schrik de poort open, waardoor de Wende op gang komt.

## Kritiek en analyse
Helden wie wir staat min of meer in de tradities van de Bildungsroman en de schelmenroman, maar wel met de grootst mogelijke ironie: Klaus Uhltzscht is een brave en laffe hoofdpersoon, en een zinvol leerproces maakt hij zeker niet door. Zijn leven tot aan de val van de muur staat symbool voor de 21 sterfjaren van de DDR; niet voor niets wordt hij geboren op de dag dat het Warschaupact Tsjechoslowakije binnenvalt. De platte en absurde manier waarop Brussig de muur laat vallen heeft als voornaamste doel uit te leggen hoe dit historische feit toch mogelijk was, want "de Oost-Duitsers waren voor de val van de muur passief en waren het naderhand ook". Brussigs roman valt in het genre van de Wenderoman, vaak humoristische en iconoclastische literatuur over de DDR, geschreven door Oost-Duitsers zelf, een genre waartoe ook de boeken van Jens Sparschuh worden gerekend.
Het boek werd bij zijn uitgave snel een bestseller en werd over het algemeen positief ontvangen. In 1996 werd het tot toneelstuk bewerkt, in 1999 kwam een verfilming uit.